# Rhossili
Rhossili (Rhosili en gallois) est une communauté et un village du sud du pays de Galles, situé à l'extrémité de la péninsule de Gower, dans le comté de Swansea.

## Géographie
Le village de Rhossili se situe sur la péninsule de Gower, à environ 40 minutes en voiture de la ville de Swansea dont il dépend administrativement. Constitué en communauté, il englobe plusieurs lieux-dits habités comme Rhossili, Middleton et Pitton.

## Histoire

### Toponymie
La signification du nom « Rhossili » est sujette à interprétation. Si le préfixe rhos- (« marécage ») semble faire l'unanimité, la terminaison sili pose davantage de questions. Selon certains, il s'agirait du mot ley, désignant le cours d'eau qui traverse le territoire de Rhossili. Mais il est plus logique d'y voir la contraction du nom de saint Sulien, moine évangélisateur gallois du VIe siècle, qui laissa son nom à une église de la même époque construite à l'endroit où se trouve aujourd'hui le village.

### Faits historiques
C'est en 1823 que furent trouvés dans les environs les restes de la « Dame rouge de Paviland », premier squelette fossile découvert.

## Culture et patrimoine

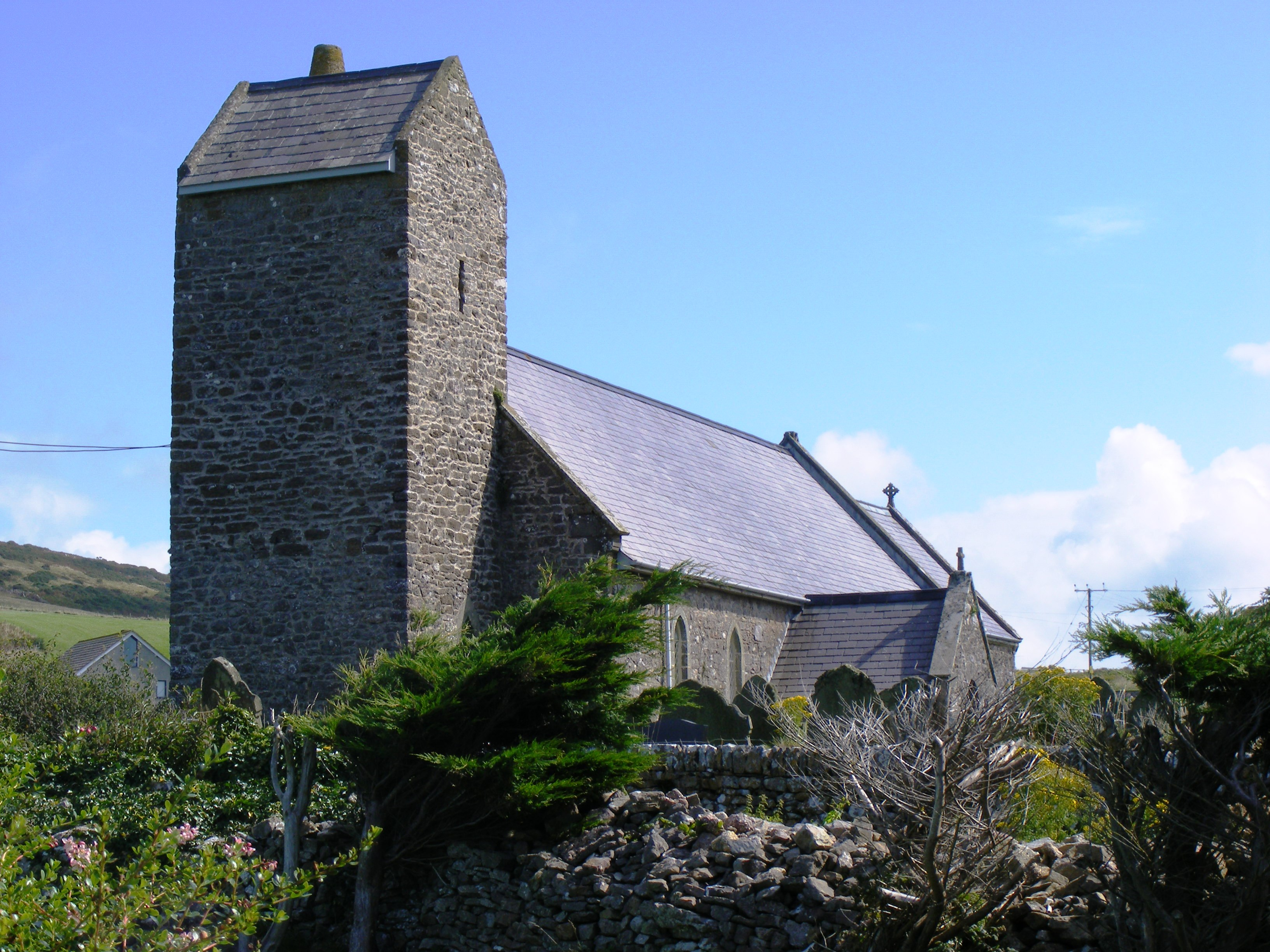
Église Saint Mary de Rhossili.

- La National Coastwatch Institution,
- L'église Saint Mary présente une tour fortifiée qui a semble-t-il été construite vers 1200 par des colons anglo-normands pour résister à des raids de pirates venus par la côte[3]. Elle est dédiée à la Vierge Marie et offre une vue remarquable sur la baie de Rhossili et la Worm's Head[4]. Un cimetière y est adjointe, dont la plus vieille pierre tombale porte le millésime 1784.
- Chapelle wesleyenne.
- La Dame rouge de Paviland, découverte à proximité.

### Baie de Rhossili

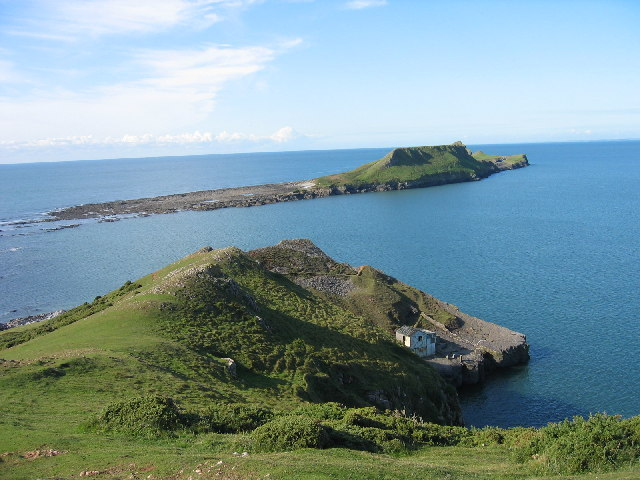
Worm's Head

La baie de Rhossili s'étend au nord-ouest du village et présente des plages de sable, longues de près de 5 km. À l'extrémité sud se trouve Worm's Head, une île accessible à marée basse.

### Personnalités liées à la communauté
- Edgar Evans (1876-1912), un des compagnons mort avec Robert Falcon Scott lors de l'expédition Terra Nova vers le pôle Sud en 1911-1912.
- Gary Ley (né en 1956), écrivain gallois.